# ヘンリー・ハーバート (第2代チャーベリーのハーバート男爵)
第2代チャーベリーのハーバート男爵ヘンリー・ハーバート（英語: Henry Herbert, 2nd Baron Herbert of Chirbury、1678年以降 – 1738年4月19日）は、イングランド貴族。

## 生涯
初代チャーベリーのハーバート男爵ヘンリー・ハーバートとアン・ラムゼイ（Anne Ramsey、1698年7月7日没）の息子として生まれた。1695年にウェストミンスター・スクールで教育を受け、1699年にはアベル・ボイヤーが家庭教師として指導した。青年期は運動好きであったが、ウェストミンスター・スクールの校長ウィリアム・クナイプ（William Knipe）が「怠惰でいい加減」、ボイヤーが「進歩が遅く、本を避けがち」と散々な評価が下されたもの、父が勉強するようにいいつけたときはそれに従ったという。
1705年イングランド総選挙ではビュードリー選挙区での出馬を検討し、トーリー党の現職サルウィー・ウィニントンも再選を目指した。ビュードリーの有力者ジョン・ソーリー（John Soley）はハーバート支持を表明したが、選挙管理官ヘンリー・トイ（Henry Tyoe）はウィニントンを支持したため、ハーバートを妨害した。まずハーバートがウィニントンの無投票当選に反対して、投開票を要求すると、トイはハーバートがビュードリーの公民（burgess）ではないため被選挙権がないと宣言した。ソーリーがこれを見かねて自ら立候補を宣言、有権者2名がソーリーへの投票を表明すると、トイは前言撤回してハーバートの立候補を認めつつ、ソーリーに投票した有権者2名による票の変更の申し出を却下し、ウィニントン12票、ハーバート11票、ソーリー2票でウィニントンを当選させた。直後の選挙申し立ては失敗に終わったが、執行吏（bailiff）の座をめぐる裁判ではハーバート側に軍配が上がり、結果としては1708年イギリス総選挙でハーバート側の執行吏によるハーバート当選の宣告が有効と判定された。
政治では父と同じくホイッグ党に所属した。1709年1月に父が死去すると、チャーベリーのハーバート男爵の爵位を継承した。この時点では1708年の総選挙をめぐるウィニントンの選挙申し立てが終結していなかったが、ハーバートは（爵位継承により庶民院を離れる予定だったが）ウィニントンとの闘争を続け、最終的には自身の当選が確定した後に貴族院への召集令状を受け取り、1709年1月29日に貴族院に初登院した。
ビュードリー選挙区の議席をめぐる闘争によりハーバートの家計は破滅した。ジョージ1世の治世になってハーバートが述懐したところによると、闘争をはじめたときは1シリングの借金もなかったが、父が死去した時点で借金は6,000ポンドに膨れ上がったという。それでも最初は自身の政見通りに投票でき、1710年3月にヘンリー・サシェヴェレルの弾劾裁判で有罪票を投じ、1711年2月にアルマンサの戦いでの敗北を招いたホイッグ党員への追及に抗議、1711年12月に「スペインなくして講和なし」の動議に賛成したが、1713年にはトーリー党の初代オックスフォード＝モーティマー伯爵ロバート・ハーレーに買収されてトーリー党に寝返り、同年6月の麦芽税法案（Malt Tax Act）でトーリー党政権を支持して投票した。この時点ではハーバートの家計状況がホイッグ党・トーリー党両方に知れ渡っており、ホイッグ党の第3代サンダーランド伯爵チャールズ・スペンサーはハーバートにハノーファーからの500ポンドの年金を与えることを検討したが、オックスフォード伯爵が自腹で500ポンドの年金を与えたため、サンダーランド伯爵の買収は失敗に終わった。1714年以降にホイッグ党が政権を握るとハーバートはホイッグ党支持に復帰し、1717年に600ポンドの年金を与えられ、以降ジョージ2世の治世になっても支払いが継続された。
しかし、ハーバートの家計は火の車のままであり、1734年イギリス総選挙ではビュードリー選挙区の掌握もできなくなり、結局1738年4月19日に自領のリブズフォードで自殺し、同地で埋葬された。子女がおらず、爵位は廃絶した。

## 家族
1709年12月12日、メアリー・ウォロップ（Mary Wallop、1770年10月19日没、初代ポーツマス伯爵ジョン・ウォロップの姉妹、オラニエ公妃アンの寝室女官）と結婚した。